# Мало Тичево
Мало Тичево је насељено мјесто у Босни и Херцеговини, у општини Босанско Грахово, које административно припада Федерацији Босне и Херцеговине. Према попису становништва из 2013. у насељу је живјело свега 10 становника.

## Географија
Мало Тичево се налази на 1.100 метара надморске висине. Чине га два засеока: Крај и Пемци. У близини Малог Тичева се налази извориште Гудаја са хладном планинском водом. Такође, у близини села је и извориште Млиништа са неколико извора који у току године никада не пресушују. У близини Малог Села се налази и викенд насеље са 100 изграђених или започетих викендица, које су страдале током рата.

## Историја
У засеоку Крај до распада Југославије је живјело пет домаћинстава братства Јовић за које се вјерује да су доселили од Никшића. Сада у Крају живи петоро Јовића у три домаћинства. Заселак Пемце прије распада Југославије је насељавало такође братство Јовића и Прпа од којих се није нико вратио. Мало Тичево је страдало током распада Југославије а већина објеката је девастирана. Након рата се врло мало обновило, а село нема електрификацију. Ни након 12 година од повратка људи и даље живе без струје као и у сусједном селу Преодац.

## Становништво
По последњем службеном попису становништва 1991. године, насељено место Мало Тичево имало је 56 становника, од чега се њих 55 изјаснило као Срби.
| Националност       | 1991. | 1981. | 1971. | 1961. |
| Срби               | 55    | 64    | 150   | 178   |
| Југословени        | 1     | 18    |       |       |
| Црногорци          |       | 1     |       |       |
| Хрвати             |       |       | 1     |       |
| остали и непознато |       |       |       |       |
| Укупно             | 56    | 83    | 151   | 178   |

| Демографија | Демографија | Демографија |
| Година      | Становника  | Становника  |
| ----------- | ----------- | ----------- |
| 1961.       | 178         |             |
| 1971.       | 151         |             |
| 1981.       | 83          |             |
| 1991.       | 56          |             |